# Little Men (film 1998)
Little Men è un film del 1998 diretto da Rodney Gibbons.

## Trama
Inghilterra 1871: L'orfano Nat ha vissuto per le strade di Boston con il suo amico quattordicenne Dan che si è sempre preso cura di lui. Nat viene portato in una scuola gestita da insegnanti dove impara la virtù e l'onestà. Ma quando Dan viene portato alla scuola lo incoraggiano a bere e al gioco d'azzardo.